# Hiperpirón
El Hiperpirón (en griego: νόμισμα ὑπέρπυρον, romanizado: nómisma hypérpyron) fue una moneda bizantina que se usó durante la Baja Edad Media, en sustitución del sólido como moneda de oro del Imperio bizantino.

## Historia

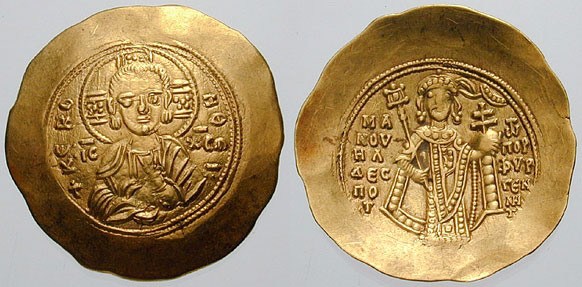
Hiperpirón del emperador Manuel I Comneno, que muestra su forma típica de escifato (en forma de copa).

La moneda de oro tradicional del Imperio bizantino había sido el sólido o nomisma, cuyo contenido de oro se había mantenido estable en 24 quilates durante siete siglos y fue en consecuencia muy apreciada. Desde la década de los años 1030, sin embargo, la moneda fue devaluada cada vez más, hasta que en los años 1080, a consecuencia de los desastres militares y las guerras civiles de la década anterior, su contenido de oro se redujo a casi cero. En consecuencia, en 1092, el emperador Alejo I Comneno llevó a cabo una revisión drástica del sistema de acuñación bizantina e introdujo una nueva moneda de oro, el hiperpirón (que significa «muy refinado»). Esta era del mismo peso estándar (4,45 gramos) como el sólido, pero de menor contenido de oro (20,5 en lugar de 24 quilates) debido al reciclaje de anteriores monedas devaluadas.
El hiperpirón permaneció como la moneda de oro estándar hasta que las monedas de oro dejaron de ser acuñadas por los bizantinos a mediados del siglo XIV. Esta también, sin embargo, estuvo sujeta a una devaluación gradual: bajo el Imperio de Nicea, su contenido de oro se redujo gradualmente a 18 quilates, bajo Miguel VIII Paleólogo a 15 y bajo su hijo y sucesor Andrónico II Paleólogo a 12 quilates. Al mismo tiempo, la calidad de las monedas se redujo también, y en el siglo XIV, su peso estaba lejos de ser uniforme. Los últimos hiperpirones, y así como las últimas monedas de oro bizantinas, fueron acuñadas por el emperador Juan VI Cantacuceno. El nombre se mantuvo en uso a partir de entonces únicamente como una unidad de cuenta, dividido en 24 keratia.

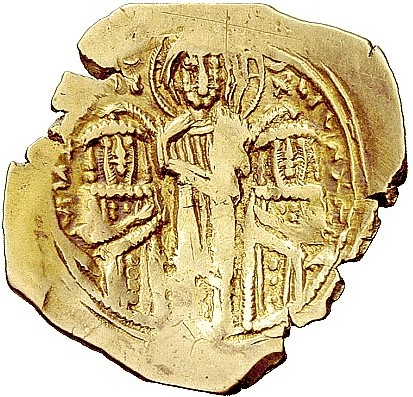
Hiperpirón tardío de Juan V Paleólogo con Juan VI Cantacuceno. Nótese la disminución de la calidad respecto a la moneda anterior.

El nombre fue adoptado en diversas formas por los europeos occidentales (en latín: perperum, italiano: perpero) y los países eslavos de los Balcanes (perper, iperpero, etc) que designaban diversas monedas, generalmente de plata, así como las monedas de cuenta. Más a menudo en Occidente el hiperpirón fue llamado besante, especialmente entre los comerciantes italianos.